# Schloss Horn (Göggingen)

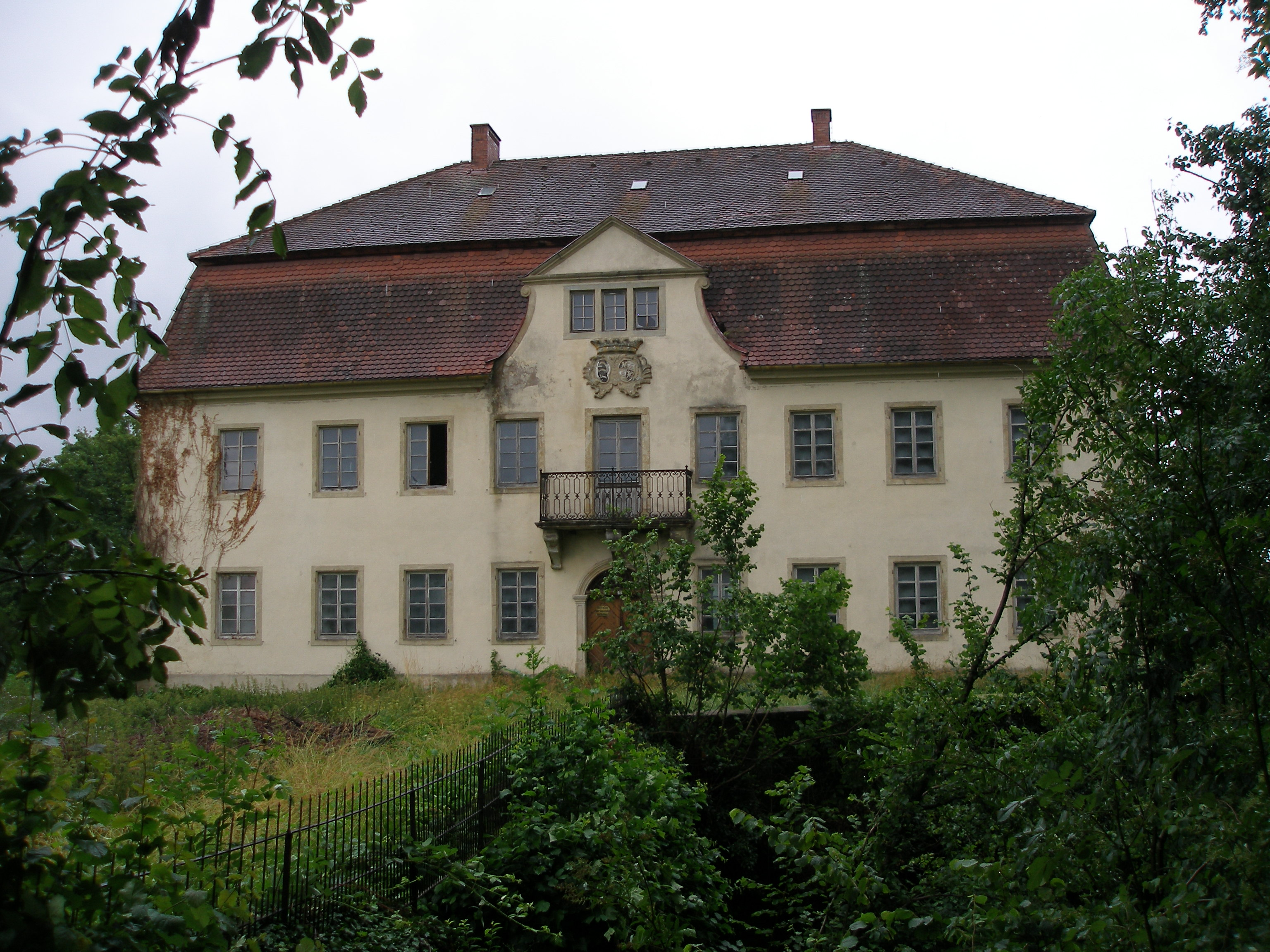
Schloss Horn

Schloss Horn ist ein Schloss in der Gemeinde Göggingen im Ostalbkreis (Baden-Württemberg).

## Lage und Beschreibung
Schloss Horn liegt hoch auf einem Bergvorsprung im Winkel zwischen Lein und Federbach inmitten des Ortsteils Horn der Gemeinde Göggingen. An Stelle der Überreste einer mittelalterlichen Burg wurde 1760 durch die Brüder Rupert Franz Xaver und Franz Christoph Benedict von Schwarzach ein neues, stilistisch von Balthasar Neumann beeinflusstes Schlossgebäude errichtet. Ein zweigeschossiger Rechteckbau mit 9 zu 5 Fensterachsen und Mansard-Walmdach, über dem Eingang ein Balkon und Zwerchgiebel mit Allianzwappen von Schwarzach/von Hohenfeld. Es zeigt eine sehr klare Gliederung im Innern mit beeindruckender Enfilade über die gesamte Gebäudelänge in der Beletage.
Lediglich Teile des Torhauses mit linksseitigem rundem Turm in der Vorburg und einige Schlossmauern gehen noch auf das Mittelalter zurück. Rechts des Tores die katholische Schlosskapelle Mariä Opferung mit Rokokoausstattung. Schloss Horn steht als Kulturdenkmal unter Schutz.

## Geschichte
Burg Horn gehörte um 1350 den Herren von Ahelfingen, die sie möglicherweise von den Rechberg-Rechberghausen übernommen hatten. Es befand sich mehrere Generationen im Besitz der Familie von Ahelfingen. Ab 1464 ist Melchior von Horckheim als Besitzer verzeichnet. Einige Generationen später kam Horn durch Heirat an Hans Burkhard Faber von Randegg und gelangte nach weiteren Heiraten um 1668 an Franz Wolf Reichlin von Meldegg.
Nach weiteren Erbgängen verkauften die Erben das Rittergut Horn 1746 an Rupert Franz Xaver von Schwarzach, der als Kammerpräsident Franz Georg von Schönborns in der Fürstpropstei Ellwangen für dessen Bauvorhaben zuständig war und mit dessen oberstem Baumeister Balthasar Neumann zusammenarbeitete.
Am 31. Juli 1747 wurde der Lehenrevers zur Auftragung des Ritterguts Horn als Mannlehen gegenüber dem Stift Ellwangen durch Rupert Franz Xaver Friedrich von Schwarzach, Kapitular zu Ellwangen, und dessen Bruder Franz Christoph auf dem trierischen Kurfürstliches Schloss zu Kärlich gezeichnet.
Rupert von Schwarzach brachte die Landwirtschaft und die Gebäude im äußeren Schlosshof in Ordnung und legte ein Gartenparterre an, bevor er das Gut 1755 an seinen Bruder Franz Christoph Benedict übergab. Gemeinsam wurde fünf Jahre später der Neubau des Schlossgebäudes durchgeführt.
Nach dem Tod von Franz Christoph Benedict 1771 übernahm die Fürstpropstei Ellwangen für sieben Jahre das Gut, bis es über einen langwierigen Prozess an Franz Christoph Benedicts Tochter Maria Josepha überging, die Paul von Beroldingen heiratete. Ab 1789 war das Gut im Besitz der Grafen von Beroldingen, die es im Jahr 1954 verkauften. Es ist bis heute in Privatbesitz.